# يسوع (فيلم)
يسوع (بالإنجليزية: Jesus) هو فيلم عام 1979 قصته من الكتاب المقدس من إخراج بيتر سايكس وجون كريش، وإنتاج جون هيمان. في «يسوع»، تُصوَّر حياة يسوع المسيح، باستخدام إنجيل لوقا كأساس رئيسي للقصة. يتم عرض صوت السرد بشكل متقطع طوال الفيلم مما يوفر معلومات أساسية عن الشخصيات والأحداث.
تم تصوير الفيلم في موقع في إسرائيل، وتم تمويل الفيلم بشكل أساسي من قِبل منظمة كرو المسيحية بميزانية قدرها 6 ملايين دولار، وتم إصداره بدون إنتاج أو ائتمانات بصفته منتجًا أعلن جون هيمان أن مبتكري هذه الصورة كانوا «مجرد مترجمين» لإنجيل لوقا في العهد الجديد، «لذلك لن يعرف أحد من أنتج الفيلم أو أخرجه.» تنص نهاية الفيلم على أنه تم استخدام أخبار جيدة الكتاب المقدس (النسخة الإنجليزية اليوم) أثناء التصوير، وبدلاً من سرد قصة موازية أو تزيين الرواية التوراتية مثل الأفلام التوراتية الأخرى، اختار صانعو الأفلام الالتزام بـ إنجيل لوقا قدر الإمكان.
يوصف فيلم «يسوع» أحيانًا بأنه الفيلم الأكثر مشاهدة في كل العصور، بالإضافة إلى كونه الفيلم الأكثر ترجمة في كل العصور.

## قصة الفيلم
أيام إمبراطور الروماني أغسطس قيصر والملك هيرودس الكبير، مريم العذراء زارها الملاك جبرائيل الذي أخبر انها ستلد يسوع، ابن الله. في وقت لاحق، زارت مريم أليصابات والدة يوحنا المعمدان، التي أخبرتها أنها أكثر النساء المباركة وأن طفلها مبارك.
عندما أجرى الرومان إحصاءًا سكانيًا، تسافر مريم مع زوجها يوسف إلى مسقط رأسه في بيت لحم للتسجيل. هناك ولد يسوع في مذود. بعد أسبوع سافرت مريم ويوسف إلى القدس لتقديم يسوع في الهيكل. هناك استقبلهم سمعان، الذي بارك يسوع باعتباره المسيح. في سن الثانية عشرة انفصل يسوع عن والديه خلال رحلة عيد الفصح إلى القدس. عندما سألت مريم عن مكان وجوده، أخبرهم يسوع أنه كان في منزل أبيه. بعد سنوات في عهد الإمبراطور طيباريوس والملك هيرودوس أنتيباس يوحنا المعمدان يعمد يسوع في نهر الأردن وينزل الروح القدس على يسوع.
يسوع بعد ذلك تجربة المسيح على الجبل في البرية بواسطة الشيطان لكنه يقاوم محاكمات إبليس. أثناء سفره إلى كفرناحوم قام يسوع بتجنيد التلاميذ بطرس ويعقوب ويوحنا بعد مساعدتهم في العثور على كمية كبيرة من الأسماك. خلال خدمته الكرازية، قام يسوع قيامة ابنة يايرس. ثم قام يسوع بتجنيد اثني عشر رسول من بين تلاميذه بما في ذلك متى ويهوذا الإسخريوطي. يشمل أتباع يسوع أيضًا العديد من النساء بما في ذلك مريم المجدلية ويونا وسوسنة.
يغطي الفيلم العديد من تعاليم يسوع ورسائله، بما في ذلك مثل الفريسي وجابي الضرائب، والتطويبات، والقاعدة الذهبية، ومحبة عدوك، ومثل الزارع. أثناء زيارة منزل الفريسي سمعان، امرأة خاطئة مسحات قدمي يسوع، مما دفع يسوع إلى مغفرة خطاياها. سافر يسوع وتلاميذه فيما بعد عبر بحر الجليل حيث هدأ العاصفة. في جرش، يسوع يطرد الأرواح الشريرة رجل مسكون بالشياطين وتدخل الشياطين إلى قطيع من الخنازير. في بيت صيدا، يسوع يطعم خمسة آلاف مع خمسة أرغفة وقطعتين من السمك. في وقت لاحق، صعد يسوع وتلاميذه إلى الجبل حيث التقى يسوع بالأنبياء موسى وإيليا وهو متجلٍ.
مع نمو خدمة يسوع للتبشير والشفاء، يصل إلى الخطاة والمنبوذين بما في ذلك البغايا وجباة الضرائب، مما أثار حفيظة الفريسيين والمعلمين الدينيين. يصادق المسيح أيضًا لعشار الضرائب زكا، مقنعًا إياه بأن يدفع للناس الذين ابتزهم. أثناء الوعظ مثل السامري الصالح، صادق يسوع فتاة صغيرة وأخبر تلاميذه ألا يمنعوا الأطفال الصغار من القدوم إليه. لقد لفت يسوع انتباه الفريسيين والزعماء الدينيين اليهود والرومان بعد أن طرد التجار من الهيكل. في أورشليم، يعلّم المسيح مثل المستأجرين ودفع الضرائب لقيصر. في العشاء الأخير، حذر يسوع تلاميذه من خيانته الوشيكة وموته. يهوذا يتآمر مع القادة الدينيين لخيانة يسوع.
فيبستان جثسيماني، تعرض يسوع للخيانة من قبل يهوذا وأسرته السلطات اليهودية. ينكر بطرس معرفته بيسوع ثلاث مرات قبل أن يصيح الديك. في اليوم التالي، تمت إدانة يسوع من قبل القادة الدينيين. ثم أحضره بيلاطس البنطي، الذي أرسله إلى هيرودس. بينما يبرئ بيلاطس يسوع من الإثم، يطالب القادة الدينيون والجموع بموت يسوع. بعد أن جُلد يسوع، أُجبر على حمل صليبه في الشوارع. عندما ينهار من الإرهاق، يضطر سمعان القيرواني إلى حمل صليبه. في الجلجثة، صلب يسوع مع اثنين من اللصوص، أحدهما يعرفه على أنه المسيح. بعد موت يسوع ظهرا، اغرقت السماء في الظلمة وتمزق ستارة الهيكل من المنتصف. يوسف الرامي دفن يسوع في قبر. قام يسوع من بين الأموات في اليوم الثالث. قبل صعود العودة إلى السموات، أخبر يسوع تلاميذه أنه قد مُنح كل القوة والسلطة له والإرسالية العظمى تأمرهم بالذهاب وتلمذة جميع الأمم.

## طاقم التمثيل
| - براين ديكون في دوريسوع - ريفكا نيومان دور مريم - يوسف شيلوخ دور يوسف - تاليا شابيرا دور مريم المجدلية - الكسندر سكوربي دور لوقا - نيكو نيتاي دور بطرس - أوري ليفي بدور قيافا - موسكو القلعي بدور متي - كوبي عساف مثل فيلبس | - موتي باهراف مثل سمعان القيرواني - يعقوب بن سيرا مثل زكا - زئيف بيرلينسكي مثل المتسول الأعمى - إيلي كوهين دور يوحنا المعمدان - إيلي دانكر دور يهوذا الإسخريوطي - دينا دورون في دور أليصابات - شوشانا دوير في دور امرأة أحدب في المعبد - بيتر فري في دور بيلاطس البنطي - نسيم جراما في دور توما | - ديفيد غولدبرغ في دور تداوس، ابن جيمس - تيموثي مارك هانسون كحاكم شاب غني - يفتاح كتسور كالصبي المصاب بالصرع - رولا لينسكا في دور هيروديا - آفي لوزيا كرجل شيطاني - ميكي مفير مثل سمعان الفريسي - يتسحاق نئمان دور يعقوب البار - شموئيل أورنشتاين دور بطرس - ريتشارد بيترسون دور هيرودوس أنتيباس | - ميلو رافي في دور سمعان القانوي - شموئيل رودنسكي دور حنان - جاد رول في دور أندراوس - يسرائيل روبينك في دور يوسف الرامي - مايكل شنايدر بصفته والد الطفل المصاب بالصرع - ناحوم شاليط في دور يايرس - شموئيل تال في دور يوحنا - مايكل وارشافياك في دور برثولماوس - ليونيد وينشتاين في دور يعقوب بن حلفى - رولف برين بصفته قائد المائة المسؤول عن الصلب | - دوف فريدمان كجندي يسمر إشارة العبور - أوشيك ليفي في دور ديسماس، لص الجيد على الصليب - نيسان ناتيف كتلميذ يوحنا - كيفن أوشي في دور جيستاس، لص سيئ على الصليب - يوسي بولاك كحاكم لكنيس - دادا روبين كرعاة |